# کلوتیازپام
کلوتیازپام (به انگلیسی: Clotiazepam) (با نام تجاری Clozan ,Distensan ,Trecalmo ,Rize ,Rizen و Veratran به بازار عرضه می‌شود) یک داروی تینودیازپینی است که آنالوگ بنزودیازپین محسوب می‌شود. تفاوت مولکول کلوتیازپام با بنزودیازپین‌ها از این جهت است که در آن حلقه بنزن توسط یک حلقه تیوفن جایگزین شده‌است. این ماده دارای خاصیت ضد اضطراب، شل کننده عضلات اسکلتی،ضد تشنج و آرام بخش است. مرحله ۲ خواب  NREM  به‌طور قابل توجهی توسط کلوتیازپام افزایش می‌یابد.